# 墨尔本音乐学院
墨尔本音乐学院（Melbourne Conservatorium of Music），简称MCM，是墨尔本大学的音乐学院，也是美术与音乐学部（Faculty of Fine Arts and Music）的一部分。它位于墨尔本市中心附近的墨尔本大学南岸校区。
该音乐学院开设有音乐表演、作曲、音乐学、民族音乐学、交互作曲、爵士与即兴、指挥、教学法以及音乐治疗等学位课程，同时还运行着一个早期音乐工作室，并负责管理 Lyrebird Press 出版社。它提供研究生课程，包括证书和文凭，以及硕士和博士级别的研究和课程学位。
墨尔本音乐学院的官方学生社团是墨尔本大学音乐学生社（Melbourne University Music Students' Society），简称MSS。

## 历史
墨尔本大学的音乐教学是在多种行政架构下进行的。首个音乐学位（音乐学士学位）于1879年授予， 由弗朗西斯·奥蒙德（Francis Ormond）捐赠设立的第一个音乐教席，被称为奥蒙德音乐教授，从1891年开始设立，尽管当时大学还没有音乐系或音乐学院。
通过第一位奥蒙德教授乔治·L·马歇尔-霍尔的努力，这一问题于 1894 年得到纠正，成立了“大学音乐学院”（University Conservatorium）。学院租赁的场地位于女王咖啡宫，这是一栋六层高的建筑，位于卡尔顿拉思当街和维多利亚街的拐角处。 到 1900 年底，教职员工已增至 24 人，学生在市政厅（Town Hall）和女王陛下剧院（Her Majesty's Theatre）举办的音乐会成为墨尔本社交和艺术生活的重要组成部分。 
在批评者的大力运动下，马歇尔-霍尔失去了教职，由富兰克林·彼得森接任，但他仍能以私人企业的形式继续在旧维多利亚艺术家协会画廊经营音乐学校， 位于东墨尔本阿尔伯特街圣帕特里克大教堂对面，并将其重新命名为“马歇尔-霍尔音乐学院”，后来更名为“阿尔伯特街音乐学院”、“哈特音乐学院”，最后更名为“梅尔巴音乐学院”（Melba Conservatorium）。
随着大部分教职员工和学生离开阿尔伯特街，大学不得不在校园内建立自己的音乐学院。 1909 年 11 月 26 日，奈莉·梅尔巴 (Nellie Melba )（后来成为女爵士）在大学园区皇家大道奠基，这座由贝茨、皮布尔斯和斯马特 (Bates, Peebles &amp; Smart ) 设计的建筑于 1913 年开放。在梅尔巴安排的一场慈善音乐会上，维多利亚州政府捐赠了 1,000 英镑 ，并配以相应的金额，在这种捐赠的帮助下，现在被称为梅尔巴音乐厅（Melba Hall）的音乐室得以增建，并于 1913 年 10 月 29 日由总督丹曼勋爵开放。
在彼得森去世、马歇尔-霍尔复职后，这两所音乐学院有望合并， 但分离机构的工作人员和学生却决定不合并，或许是担心大学理事会歧视其德国出生的教师。自爱德华·沙尔夫 (Eduard Scharf)离职后，弗里茨·哈特 (Fritz Hart ) 一直担任该局局长，哈罗德·埃尔文斯 (Harold Elvins)则担任该局局长。
1926 年，音乐学院（Conservatorium）成为墨尔本大学音乐学部（Faculty of Music），并任命了第一任院长（Dean）。这将成为未来 65 年的行政架构。

### 当代
VCA与音乐学部（Faculty of the VCA and Music）于 2009 年成立，由大学音乐学部（Faculty of Music）和维多利亚艺术学院学院（Victorian College of the Arts）合并而成。 2012 年 1 月 1 日，两个运营部门更名为“维多利亚艺术学院与墨尔本音乐学院学部”（Faculty of the Victorian College of the Arts and the Melbourne Conservatorium of Music），简称VCA与MCM学部（Faculty of VCA and MCM）。 
2018年1月1日，学院名称再次更改为美术与音乐学部（Faculty of Fine Arts and Music），简称FFAM。 维多利亚艺术学院和墨尔本音乐学院仍为该学部的附属学院。 2019 年 3 月，音乐学院的大部分业务转移到了新的伊恩波特南岸中心（Ian Potter Southbank Centre；简称IPSC），这是一座最先进的音乐设施。这使得墨尔本大学南岸校区成为澳大利亚最大的位于艺术区内的创意高等教育机构，也是世界上为数不多的位于艺术区内的创意高等教育机构之一。

## 著名人物

### 奥蒙德音乐教授（Ormond Professor of Music）
- GWL 马歇尔-霍尔（G. W. L. Marshall-Hall），1891年至1900年
- 富兰克林·彼得森（Franklin Peterson），1901年至1914 年
- GWL 马歇尔-霍尔，1915 年
- WA Laver ， [8] 1915年–1925年
- 伯纳德·海因策爵士（Sir Bernard Heinze），1926年至1957年
- 乔治·洛林（George Loughlin），1958年至1979年
- 迈克尔·布里默（Michael Brimer），1980年至1989年
- 沃伦·贝宾顿（Warren Bebbington），1991年至2008年
- 加里·E·麦克弗森（Gary E. McPherson），2009 年至今

### 大学音乐学院院长（Directors of the University Conservatorium）
- GWL 马歇尔-霍尔，1895年至1900年
- 富兰克林·彼得森，1901年至1914 年
- 威廉·拉沃（William Laver），1915年至1925年
- 伯纳德·海因策爵士，1926年至1957年
- J·萨顿·克罗（J. Sutton Crow），1943年至1945年
- 乔治·洛林，1958年至1974年

### 音乐学部部长（Deans of the Faculty of Music）
- 伯纳德·海因策，1926年至1942年
- J·萨顿·克罗，1943年（代理）
- 伯纳德·海因策爵士，1944年至1952年
- 查尔斯·穆尔豪斯（Charles Moorhouse），1953年（代理）
- 伯纳德·海因策爵士，1954年至1957年
- 唐纳德·科克伦，1957年（代理）
- 乔治·洛林，1958年至1965年
- 理查德·塞缪尔（Richard Samuel），1966年
- 乔治·洛林，1967年至1970年
- 雷蒙德·马丁（Raymond Martin），1971年
- 乔治·洛林，1972年至1974年
- 马克斯韦尔·库克（Maxwell Cooke），1975年至1980年
- 迈克尔·布里默，1981年至1985年
- 罗纳德·法伦-普莱斯（Ronald Farren-Price），1986年至1990年

### 音乐、视觉与表演艺术学部（Faculty of Music, Visual and Performing Arts）下的音乐学院院长（Head of the School of Music）
- 约翰·格里菲思（John Griffiths），1991年
- 沃伦·贝宾顿（Warren Bebbington），1992年至1994年

### 音乐学部部长（重设后的）（Deans of the Faculty of Music (re-instituted)）
- 沃伦·贝宾顿（Warren Bebbington），1994年至2006年
- 凯茜·福尔克（Cathy Falk），2007年（代理）
- 凯茜·福尔克，2008年

### 墨尔本音乐学院院长（Directors of the Melbourne Conservatorium of Music）
- 加里·E·麦克弗森。 2011–2019 （维多利亚艺术学院和墨尔本音乐学院音乐学院院长，2009–2010 年）
- 理查德·库尔特（Richard Kurth）。 2019-

### 知名毕业生
- 海伦·亚当斯（Helen Adam）女高音
- Arthur Chanter （Arthur Chanter）（-1950），作曲家
- Bryony Marks，作曲家